# Коровченко Арсеній Омелянович
Арсеній (Арсен) Омелянович Коровченко (1897, село Студенки, тепер Донецької області — розстріляний 29 жовтня 1938, місто Сталіно, тепер Донецьк) — радянський діяч, відповідальний секретар Шепетівського окружного комітету КП(б)У.

## Життєпис
Член РКП(б) з 1918 року.
Освіта середня.
У 1928—1929 роках — відповідальний секретар Шепетівського окружного комітету КП(б)У.
До травня 1938 року — керуючий тресту «Красноармійськвугілля» міста Красноармійськ Сталінської області.
29 травня 1938 року заарештований органами НКВС. Засуджений до розстрілу. Посмертно реабілітований в 1989 році.